# Loren Shriver
Loren James Shriver est un astronaute américain né le 23 septembre 1944.

## Vols réalisés
- 24 janvier 1985 : Discovery (STS-51-C)
- 24 avril 1990 : Discovery (STS-31)
- 31 juillet 1992 : Atlantis (STS-46)